# Sarıkonak
Sarıkonak is een plaats in het district Karaisalı in de provincie Adana. De plaats had in 2011 55 inwoners, waarvan 32 mannen en 23 vrouwen.